# Зсув ґрунту на Тополі 1997 року
Зсув ґрунту на Тополі 1997 року — техногенна катастрофа на житловому мікрорайоні Тополя-1 у місті Дніпро, яка спричинила руйнуванням житлових й освітніх будівель без людських жертв, що сталася внаслідок підняття ґрунтових вод, через недбайливе ставлення міської влади до комунікаційних водовтрат й руйнації зливної каналізації, а також через сильну зливу за день до неї. Трагедія трапилась о 4-й ранку 6 червня 1997 року й тривала до 18:30 того дня, унаслідок чого під землю пішли 2 дитячі садки, школа й житловий будинок за адресою вулиця Панікахи, 22.

## Причини
Місто Дніпро у вищих терасах побудоване на товщах лесових ґрунтів, які легко перетворюються на пливку рідку масу, що втрачає міцні якості основи. За часу планування житлового району Тополя рівень ґрунтових вод був низький, що давало достатню товщу сухих лесових порід для навантаження достатнє для будівництва багатоповерхового житлового району з відповідною життєдіяльністю у ньому. З часом, унаслідок недбалих втрат з мережі водопостачання, каналізації та теплопостачання, рівень ґрунтових вод піднявся достатньо високо, що зменшило товщу сухих лесовидних порід, спроможних нести житлове навантаження. Насичені ґрунтовими водами лесові ґрунти найближче до поверхні опинилися на схилі балки-долини на заході житлового мікрорайону Тополя-1, що був забудований середньою школою № 99 та 2 дитячими садками.
Незважаючи на те, що Тополя розташована на верхньому плато пагорба, внаслідок несправних комунікацій у підвалах багатоповерхівок стояла вода.
Безпосередньо подією, що зробила трагедію неминучою, стала надзвичайна злива, що випала на Тополі ввечері 5 червня 1997 року. Відвід води від зливи був неефективний внаслідок забитої зливної вуличної мережі та її аварійного стану.

## Подія

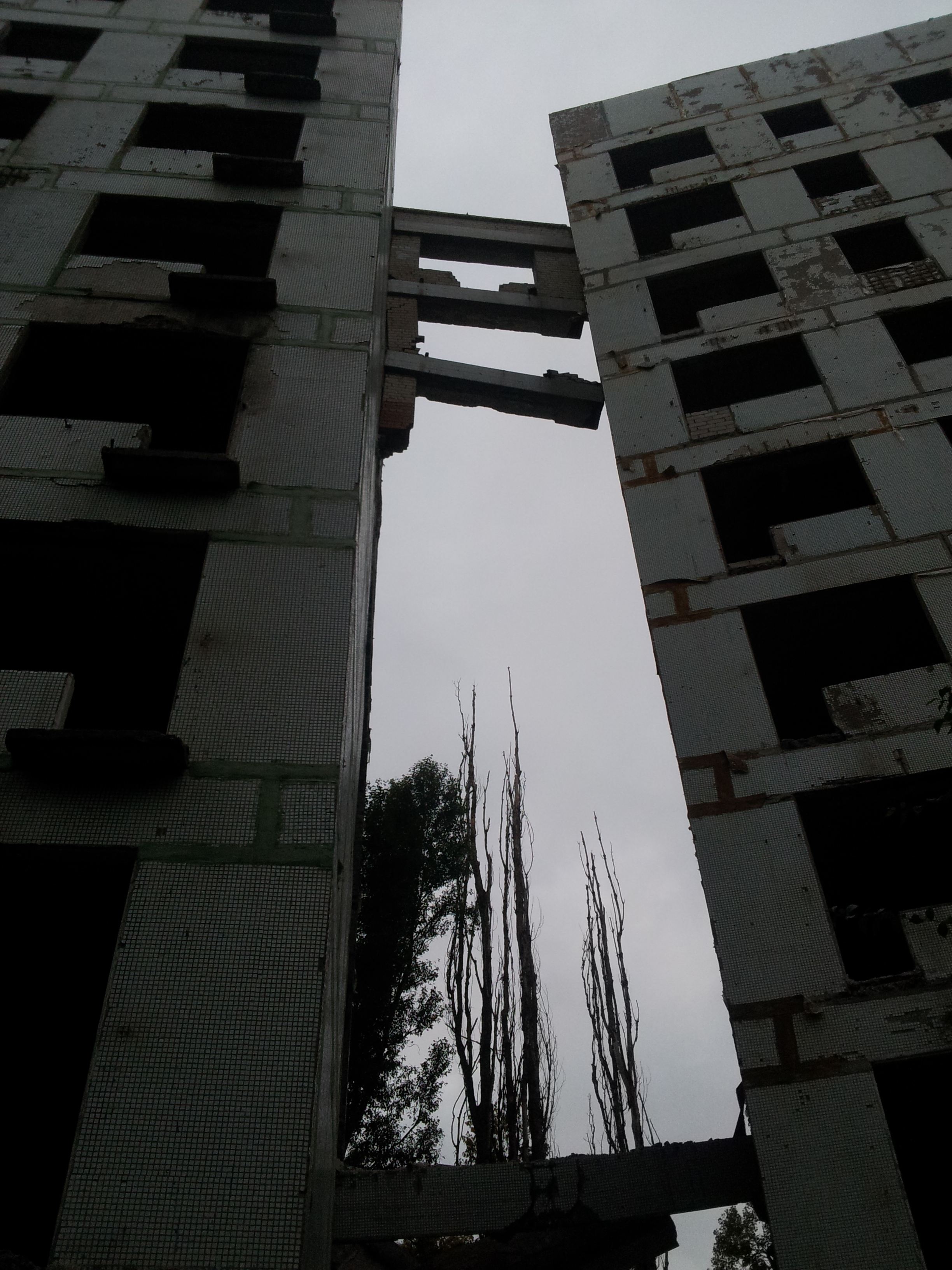
Відселені під'їзди житлового будинку на Тополі-1

10 млн м3 рідкої лесовидної породи вирвалося на західному схилі Тополі-1 й утворило пустоту під прилеглою частиною мікрорайону.
Зсув ґрунту почався о 4-й ранку 6 червня біля залізничної станції «Зустрічна», де одразу були поглинені в утворену прірву декілька гаражів. Послаблена товща ґрунтів почала обвалюватися зі швидкістю 25 метрів на годину, утворюючи прірву у 20 метрів у глибину.
Приблизно о 5-й ранку прірва частково зруйнувала перший дитячий садочок.
О 7-й годині дісталася до багатосекційного житлового будинку № 22, з якого за 40 хвилин була поглинена 1 секція у 2 під'їзди. На щастя був ранок і діти не перебували у дитсадках, та у мешканців будинків було достатньо часу для евакуації.
О 10-й ранку прірва дійшла до середньої школи № 99, однієї з двох шкіл на Тополі-1. Обвалилося ліве крило будівлі. 6 червня навчальний рік того року у середній школі вже скінчився.
До 16:00 обвалилося ліве крило й центральна частина школи. Біля 18:00 будівля повністю була поглинена прірвою.
Приблизно о 18:30 обвалилася остання будівля, — ще один дитячий садок.

## Рятувальні роботи
Зрання служби міста почали звозити кам'яні породи для засипання прірви. З середньої школи солдатам вдалося винести архіви.
Внаслідок дій рятувальників вдалося вивести на вулицю тільки одну людину, після чого будівлю поглинула безодня.
Місце зсуву відвідали вищі керівники міста, області й України включно з Президентом України Леонідом Кучмою.
Відселених мешканців поселили спочатку у готель «Дніпропетровськ».
Щоб попередити випадки мародерства Тополю охороняли внутрішні війська.

## Наслідки

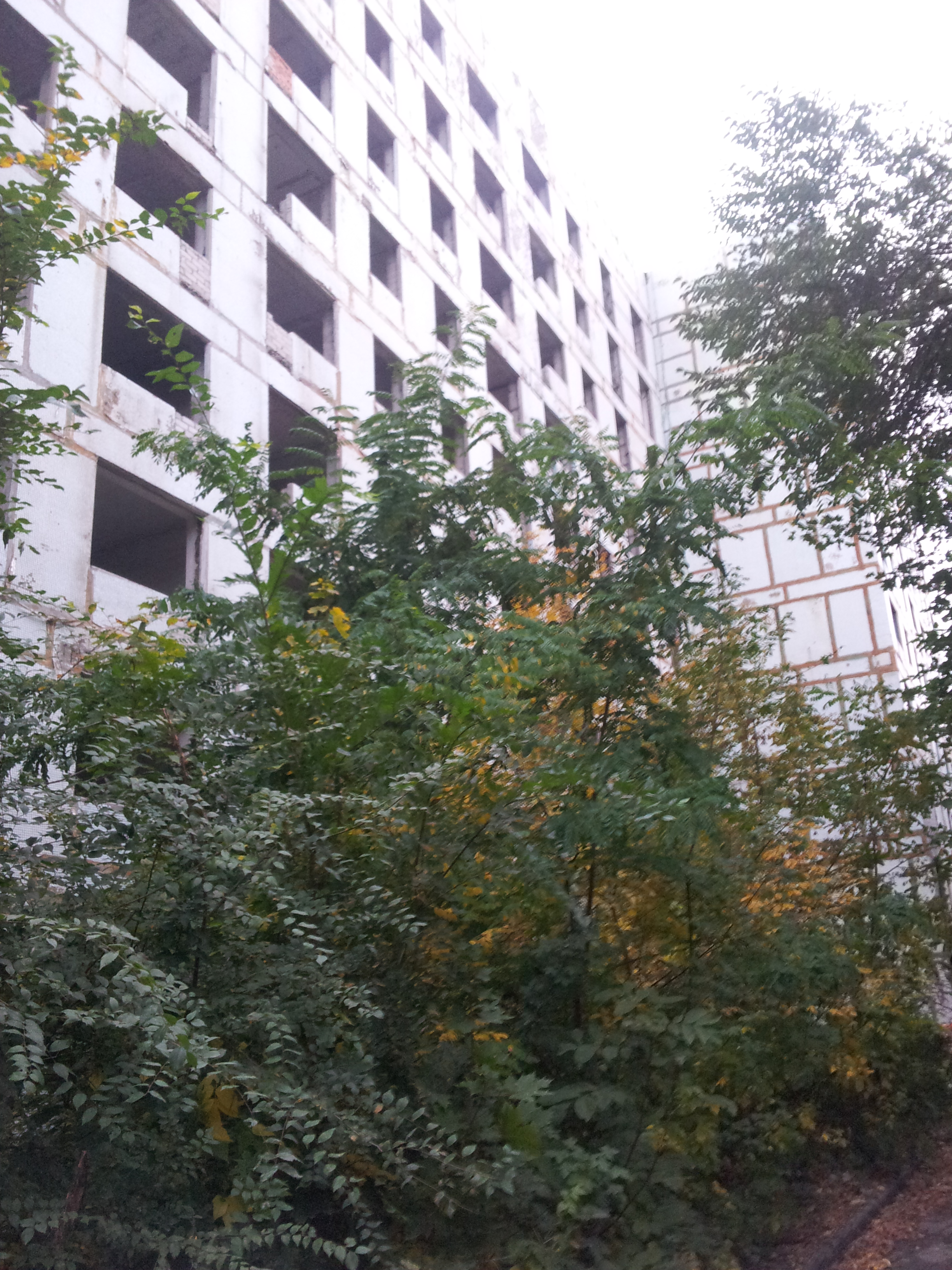
Каркас відселеної будівлі

По офіційній інформації, є 1 загиблий. Про постраждалих не відомо.
На місці трагедії 1997-го залишилася величезна вирва, яка була засипана гранітним скаллям й сміттям.
На наступний 1997/1998 навчальний рік учні з № 99 школи розміщені у школи Тополі-1 й Тополі-2.
Багатоповерхівка у районі зсуву ґрунту, що була у процесі будівництва, так й не була добудована.
Унаслідок зсуву ґрунту комунікації на Тополі та інших частинах міста поладнали від течій, підняли. Була поладнана зливна система.
Відселеним людям міська влада дала квартири: з будинку № 22 дали по трикімнатній квартирі, з сусідньої малосімейки № 9 — окремі двокімнатні квартири. Дітям дали путівки в «Артек».
На місці провалля була облаштована автомобільна стоянка.

## Надприродна версія
У місцевій газеті була надрукована стаття, де надано фотографію зсуву, що нагадує відбиток лівого черевика гігантського розміру. Автор додав до відбитку лівого черевика ще 2 зсуви, що трапилися у Дніпрі того часу, що він ототожнив з ударами мотики. Питання, де невидима істота поставила чи поставить свою праву ногу, залишилося загадкою. До зсуву на Тополі поєднана подібна трагедія у Самарському районі на відстані у 10,4 км, що зв'язали зі стрибком надістоти
Якщо брати до уваги довжину зсуву-«ступні» надістоти у 300 метрів, то її зріст мав бути у 2,5 км.
Перед трагедією мешканці будинку № 22 чули надприродний звук із нетрів землі. Про це йшлося у російській передачі Ганни Чапман «Зов Земли».